# Juan Luis Arsuaga

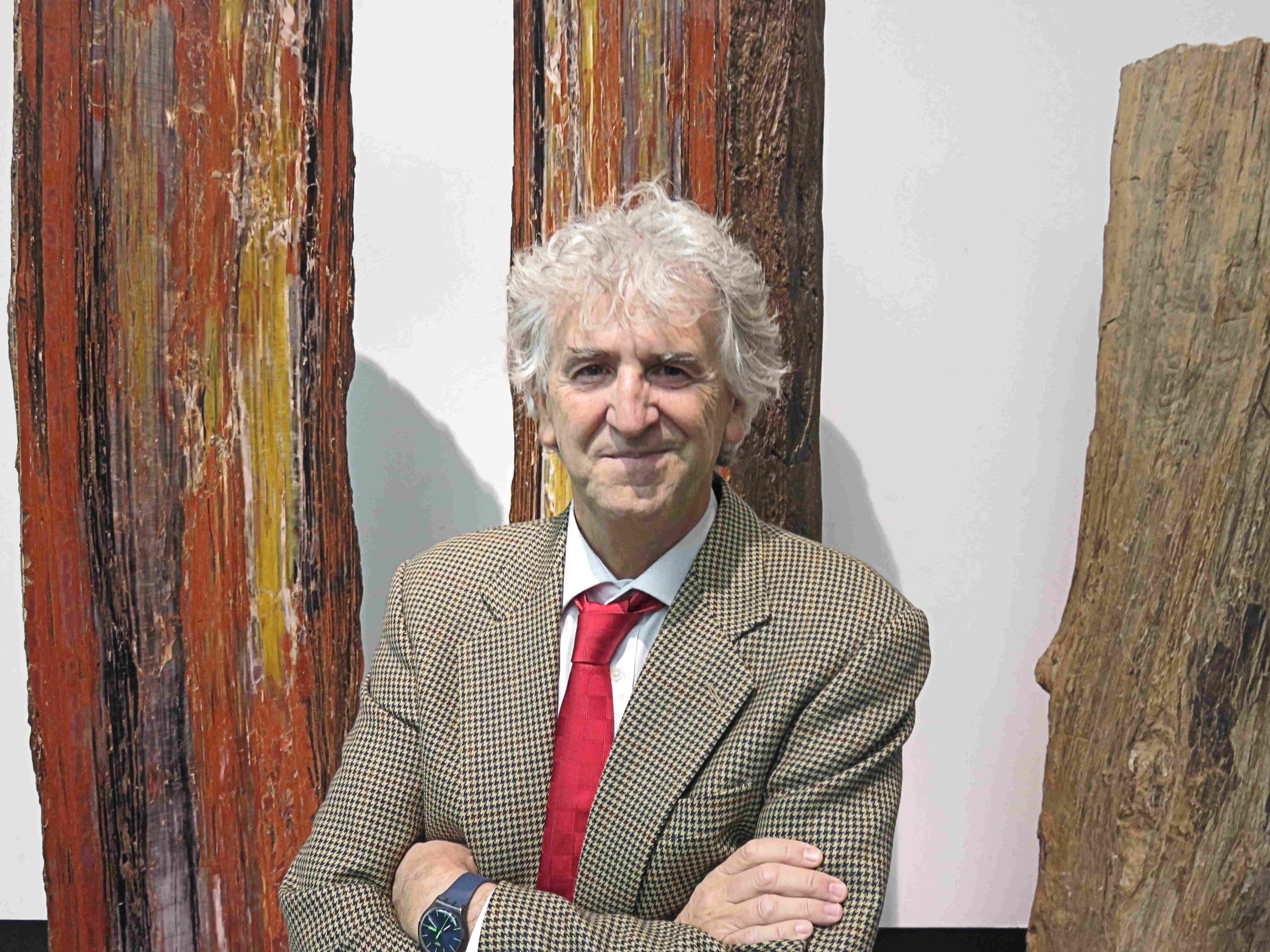
Juan Luis Arsuaga, November 2015

Juan Luis Arsuaga (* 1954 in Madrid) ist ein spanischer Paläoanthropologe. Er wurde in Fachkreisen international bekannt in seiner Funktion als Co-Direktor der Ausgrabungen von homininen Fossilien in der Sierra de Atapuerca. Gemeinsam mit José María Bermúdez de Castro und weiteren Kollegen erforscht er seit 1992 insbesondere die Fundstelle Sima de los Huesos, in der eine Gruppe von 28 sehr vollständig erhaltenen Individuen der Art Homo heidelbergensis aller Alter und Geschlechter entdeckt wurde.
Juan Luis Arsuaga ist Professor in der Abteilung für Paläontologie an der Fakultät für Geologie der Universität Complutense Madrid. Seit 2013 ist er zudem Wissenschaftlicher Direktor des Museo de la Evolución Humana in Burgos.
Erstmals für Aufsehen gesorgt hatte Arsuaga im Jahr 1990, nachdem er in der Fundstelle Gran Dolina Steinwerkzeuge aus Schichten geborgen hatte, deren Alter auf nahezu eine Million Jahre datiert wurde. Dies widersprach der bis dahin gültigen Annahme, dass Europa erst vor 500.000 Jahren von Homo besiedelt wurde. Später wurden vermutlich zugehörige Fossilien geborgen, die als Homo antecessor ausgewiesen werden.

## Ehrungen
Arsuaga ist Ehrendoktor der Universität Burgos und Mitglied der National Academy of Sciences der USA. 1997 wurde dem von ihm geleiteten Atapuerca-Team der Prinz-von-Asturien-Preis in der Sparte Wissenschaftliche und technische Forschung verliehen.

## Buchveröffentlichungen (Auswahl)
- Der Schmuck des Neandertalers. Europa Verlag, 2003, ISBN 978-3203753140 (deutschsprachige Ausgabe von El collar del neandertal, 1999.)
- El primer viaje de nuestra vida. Ediciones Temas De Hoy, 2012, ISBN 978-849998180-2.
- El reloj de Mr. Darwin. Ediciones Temas De Hoy, 2009, ISBN 978-848460792-2.
- La especie elegida. Ediciones Temas De Hoy, 2001, ISBN 978-848460463-1.
- mit José María Bermúdez de Castro, Eudald Carbonell und J. Rodriguez (Hrsg.): Atapuerca – Nuestros antecesores. Edition CSIC, León 1999, ISBN 978-846059335-5.

## Belege
1. ↑  Juan Luis Arsuaga et al.: Postcranial morphology of the middle Pleistocene humans from Sima de los Huesos, Spain. In: PNAS. Band 112, Nr. 37, 2015, S. 11524–11529, doi:10.1073/pnas.1514828112, Volltext (PDF).
2. ↑  Juan Luis Arsuaga et al.: Three new human skulls from the Sima de los Huesos Middle Pleistocene site in Sierra de Atapuerca, Spain. In: Nature. Band 362, 1993, S. 534–537, doi:10.1038/362534a0.
3. ↑  Universität Complutense: Fakultät für Geologie
4. ↑  Europa Press: Juan Luis Arsuaga asume la dirección artística del MEH. Auf: rtvcyl.es vom 29. Juli 2013.
5. ↑  Michael Balter: In Search of the First Europeans. In: Science. Band 291, Nr. 5509, 2001, S. 1722–1725, doi:10.1126/science.291.5509.1722.
6. ↑  Human Evolution in Europe: A Game of Thrones? (Memento vom 4. März 2016 im Internet Archive) Veröffentlicht auf senckenberg.de im November 2015.

| Personendaten    | Personendaten                |
| ---------------- | ---------------------------- |
| NAME             | Arsuaga, Juan Luis           |
| ALTERNATIVNAMEN  | Arsuaga Ferreras, Juan-Luis  |
| KURZBESCHREIBUNG | spanischer Paläoanthropologe |
| GEBURTSDATUM     | 1954                         |
| GEBURTSORT       | Madrid                       |